# 纳瓦夫·萨拉姆
纳瓦夫·阿卜杜拉·萨利姆·萨拉姆（阿拉伯语：‎，羅馬化：Nawwāf ‘Abd Allāh Salīm Salām；1953年12月15日—），黎巴嫩政治家、外交官、法律学者，現任黎巴嫩总理。他曾于2018年起担任国际法院法官、黎巴嫩驻联合国代表。